# Xã Rich Hill, Quận Muskingum, Ohio
Xã Rich Hill (tiếng Anh: Rich Hill Township) là một xã thuộc quận Muskingum, tiểu bang Ohio, Hoa Kỳ. Năm 2010, dân số của xã này là 454 người.